# Maroamalona
Maroamalona is een plaats en commune in het noorden van Madagaskar, behorend tot het district Befandriana-Avaratra, dat gelegen is in de regio Sofia. Tijdens een volkstelling in 2001 telde de plaats 10.624 inwoners.
De plaats biedt naast lager onderwijs ook middelbaar onderwijs aan. 96 % van de bevolking werkt als landbouwer en 4 % houdt zich bezig met veeteelt. Het belangrijkste landbouwproduct is rijst; andere belangrijke producten zijn pinda's, mais, maniok en vanille. 